# Усть-Кутське ТВ
Усть-Кутське ТВ (рос. УСТЬ-КУТСКОЕ ЛО) — табірне відділення системи Спеціального головного управління з 02.09.50 по 29.04.53.

## Підпорядкування і дислокація
- СГУ (Спеціальне головне управління);
- СГУ, у складі УВТТК УМВС по Іркутській обл.;
- «Золотопродпостач» СГУ на 01.04.52 ;
- ГУЛАГ МЮ з 02.04.53.

Дислокація: Іркутська область, сел. Усть-Кут.

## Виконувані роботи
- буд-во баз «Золотопродснаба» в Усть-Куті,
- лісозаготівлі,
- обслуговування кар'єрів, пилорами,
- вантажно-розвантажувальні роботи для Півночі

## Історія
02.09.50 на базі 4-го відділення Ангарлага організований Усть-Кутський ОЛП СГУ, який потім реорганізували в ЛО.
У післявоєнний період на території Іркутської області діяло кілька виправно-трудових таборів: Ангарський ВТТ, Бодайбинський ВТТ, Китойський ВТТ, Тайшетський ВТТ, Усольський ВТТ. Крім того, в 1940-1950-х рр. функціонували і спеціальні табірні установи: особливий табір «Озерний» і Ілімський Спеціальний ВТТ.